# Panorpa amamiensis
Panorpa amamiensis är en näbbsländeart som beskrevs av Miyamoto och Makihara 1984. Panorpa amamiensis ingår i släktet Panorpa och familjen skorpionsländor. Inga underarter finns listade i Catalogue of Life.